# 平湖市李叔同纪念馆
平湖市李叔同纪念馆（英語：Pinghu Lishutong Memorial Hall）是一个位于浙江平湖市的纪念馆。

## 历史
1999年4月间开始筹建，2004年9月21日建成开馆，位于浙江嘉兴市平湖市叔同路29号东湖景区大瀛洲内，占地面积4,000余平方米，总建筑面积1,615平方米，共有七个陈列室和一个环形展厅。馆藏文物共计160件，包括李叔同遗墨真迹159件和一批珍贵照片、书籍。馆名由江泽民题写，2007年被评为国家4A级旅游景区。
镇馆之宝是李叔同手书的16条屏的《佛说阿弥陀经》，1947年2月该作品在展出时孔祥熙曾托人欲以五百两黄金收购以赠送于美国博物馆，被策展人刘质平断然拒绝。2000年刘质平之子刘雪阳将其联合其他收藏无偿捐赠给平湖市人民政府。

## 营业时间
- 周二至周日：上午八点半至下午四点半
- 周一闭馆